# Сокира
Соки́ра (діал. топі́р) — знаряддя праці, призначене для рубання та тесання. Використовується також як холодна зброя.
Сокирище, топорище — руків'я сокири.
Сокирник — те ж, що й тесляр.

## Походження слова
Слово сокира (біл. сяке́ра, рос. секи́ра — «топір, бойова сокира», д.-рус. сокыра (сокира), секыра, болг. секи́ра, серб. сѐкира/sekira, словен. sekíra, чеськ. sekyra, словац. sekera, пол. siekiera, в.-луж. та н.-луж. sekera походить від прасл. *sekyra [sokуra], що споріднене з лат. secūris («сокира»), давн.в-нім. saga, sëga («пилка»). Вважається також результатом проникнення в праслов'янську мову італьського інгредієнта. При цьому виключається можливість запозичення праслов'янського слова з латини.
Слово топір (прасл. *toporъ) загальноприйнятої етимології не має. Існує кілька версій походження. За одною це слово питомо слов'янське, і пов'язане з тіпати, тяти («бити»), або топати, тупати, тепорити («тягти з трудом»). За другою, це слово є запозиченням із іранських мов, у яких існують співзвучні слова: праір. *tapara- («сокира»), сер.-перс. tabrak, нов.-перс. teber, курд. tefer, белудж. taparТопір // Етимологічний словник української мови : в 7 т. / редкол.: О. С. Мельничук (гол. ред.) та ін. — К. : Наукова думка, 2006. — Т. 5 : Р — Т. — С. 599-600. — ISBN 966-00-0785-X..

## Історія
Сокира — одне з найдревніших знарядь людини. Її використовували впродовж десятків тисяч років. Найдавніші сокири виготовлялися з каменю і топорища. До топорища прив'язувалися мідні, бронзові, залізні та сталеві сокири, що з'являлися відразу ж, як лише розвивалися відповідні технології. Найдавніші металеві сокири повторювали формою кам'яні неолітичні (кельт).

## Будова
Сокира складається з металевої частини (сокири у вузькому значенні слова) з отвором (вушком), в який вставляється руків'я — сокирище (топорище). Робоча частина сокири зветься лезом, протилежний від леза бік сокири — обухом (його можна використовувати як молоток). Згідно зі Словарем української мови Б. Д. Грінченка, лезо сокири традиційно називалося жалом, передня частина леза — борідкою, задня — носком, боки — щоками, частина біля обуха — головою, отвір для сокирища — вухом. У гуцулів лезо називалося вістрє, частина між лезом і отвором — плече, частина біля обуха — шия, отвір — пазуха.
Для виготовлення сокирища підходить деревина берези, ясена, клена. Найкращий матеріал — деревина гікорі. Для закріплення сокирища у нього зазвичай вбивається металевий або дерев'яний клин (за́плішка).
Сокира — приклад простого механізму, клину або подвійної похилої площини. Завдяки такій будові зменшується зусилля, яке вимагається від лісоруба або тесляра. Крім того, сокирище діє, як важіль, що дозволяє збільшити силу робочої частини. Іноді, при тесанні, використовується не повна довжина сокирища. При цьому зменшується ефективність, але збільшується точність.

## Різновиди сокир

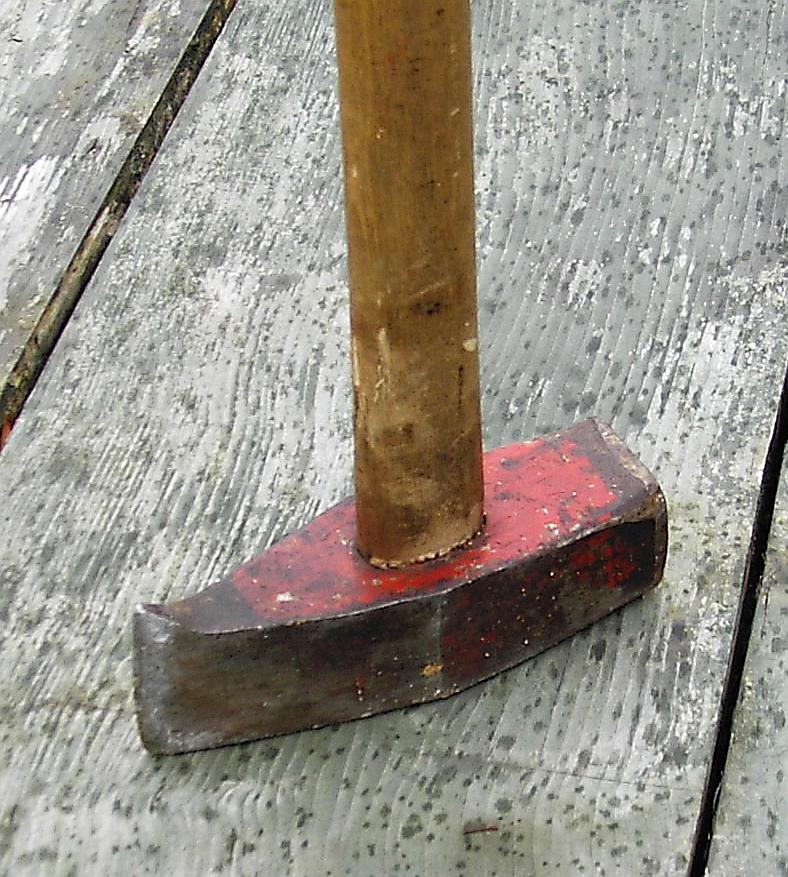
Сокира-колун

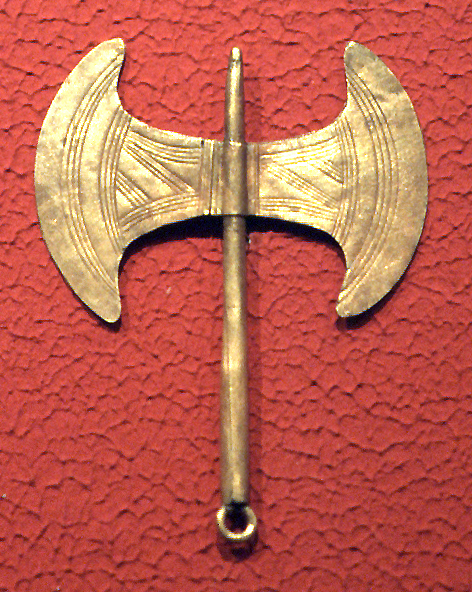
Лабрис

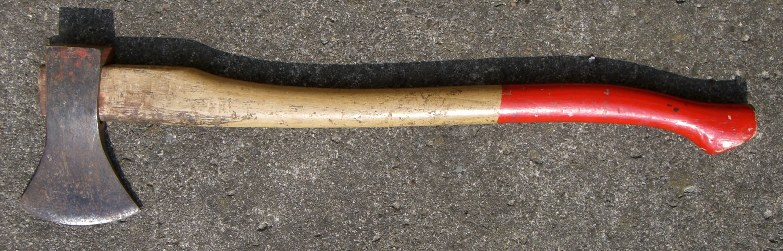
Лісорубна сокира

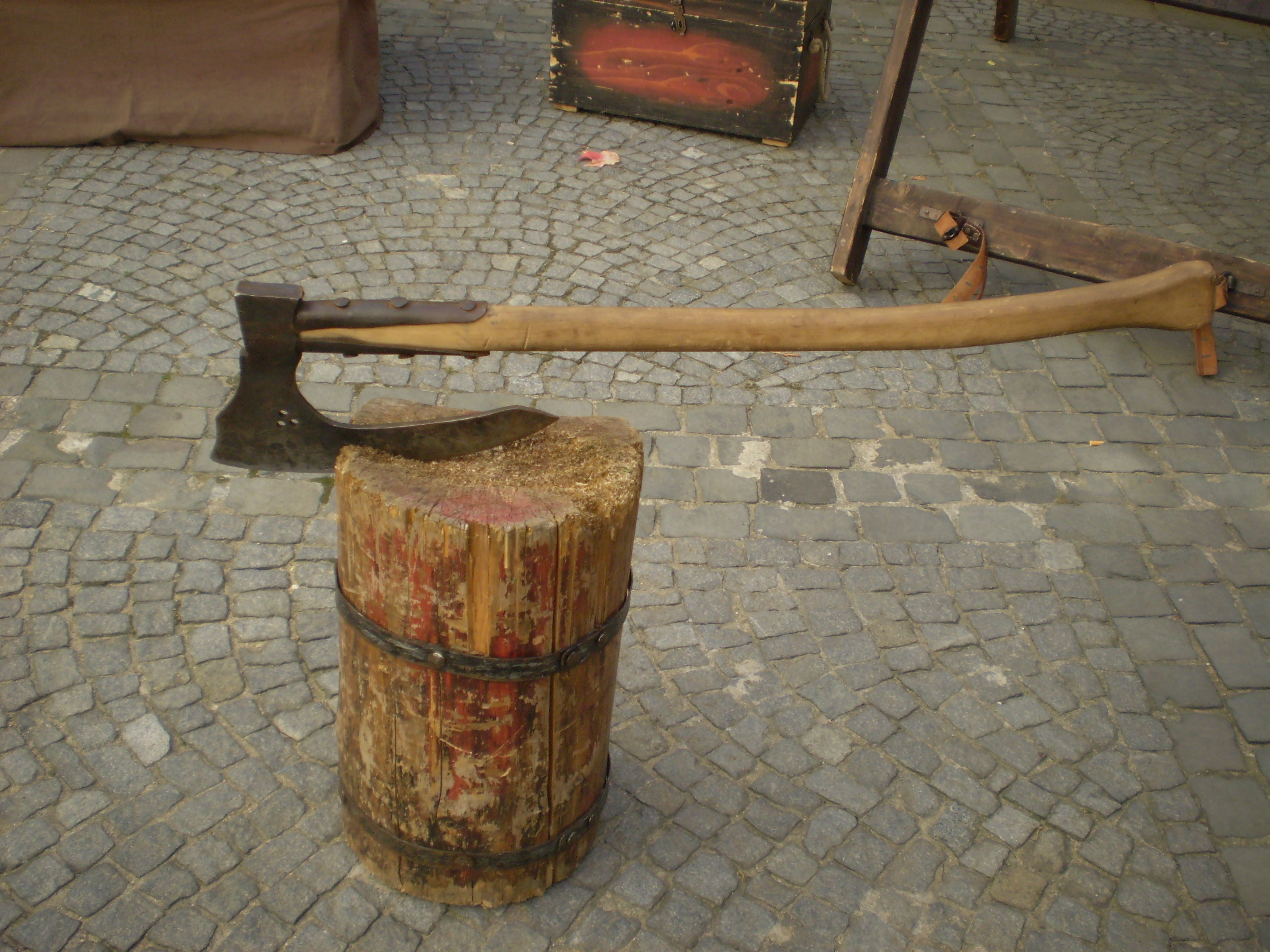
Сокира ката і плаха

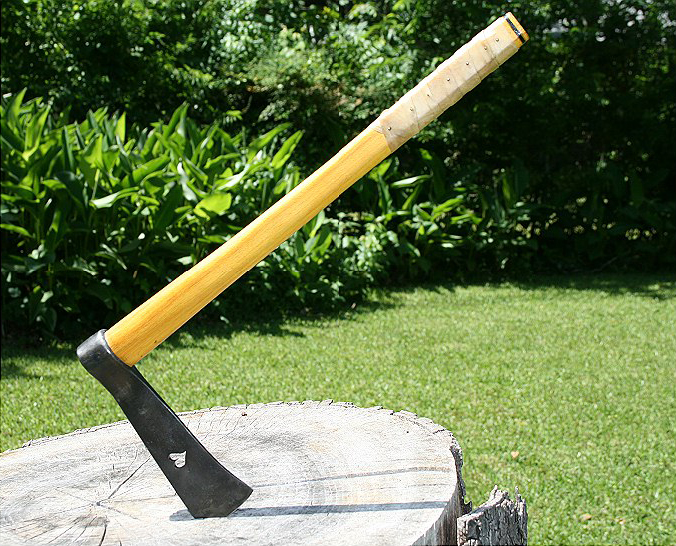
Томагавк

- Алебарда — різновид бойової сокири, поєднання сокири зі списом.
- Бартка (топірець) — сокира-посох, яка була поширена у Карпатах.
- Бердиш — бойова сокира з довгим держаком-ратовищем і лезом у вигляді півмісяця.
- Бойова сокира — збірна назва різних видів сокир, які використовуються як холодна зброя.
- Двосічна сокира — сокира з другим лезом замість обуха.
- Дексель (французька сокира) — сокира-тесло для підтісування залізничних шпал.
- Кам'яна сокира — сокира, зроблена з каменю, застосовувалася людством як знаряддя праці та зброя у Кам'яну добу, а деякими народами й пізніше.
- Каменярська сокира (бійка) — двосічна сокира, яка уживалася каменярами. Одне лезо було зроблено як у звичайної сокири, друге — у вигляді конуса.
- Кельт — різновид бронзової сокири та мотики з втулкою на місці обуха, спрямованої перпендикулярно лезу, в яку вставлялася колінчаста або пряма рукоятка
- Ковальська сокира — сокира, яка застосовується ковалями замість зубила для розрубування металу.
- Колун — сокира у вигляді призми для колоття дров. Завдяки більшому куту між площинами леза воно менш заклинюється у дровині. Великим колуном вагою близько 2,5 кг колють масивні колоди, тримаючи його обома руками. Маленький колун вагою близько 1,5 кг використовується для невеличких цурок. Для дуже грубої і косошарової деревини уживають колун-молот вагою 3,2 кг.
- Крикет — старовинний пістоль (XVII ст.) з прикріпленою на ньому сокиркою, вид комбінованої зброї (ганблейда).
- Лабрис — давньогрецька двосічна сокира.
- Лісорубна сокира — важка сокира з вузьким лезом та довгим сокирищем для рубання дерев. Вага 1 — 1,2 кг
- Мисливська сокира — сокира, уживана мисливцями як для рубання гілля, так і для розбирання м'яса. Вагою та розміром трохи більше за туристичну (близько 0,5 м завдовжки, важить близько 1 кг).
- Пожежна сокира — сокира, що використовується під час гасіння пожеж.
- Посольська сокира — парадна зброя московських послів XVI—XVII ст. Прикрашалася золотом, сріблом, коштовним камінням. Наконечники часто мали фігурні прорізи[8].
- Поясна сокира (англ. belt axe) — невеличка сокира, яка носилася за поясом. Уживалася у Північній Америці поселенцями та мисливцями.
- Сікач (м'ясницька сокира) — важка сокира з коротким вигнутим сокирищем та прямим або закругленим лезом.
- Скандинавська сокира — давньоскандинавський тип сокири, що міг використовуватися як інструмент і як зброя
- Сокира ката — важка сокира з довгим сокирищем та закругленим лезом.
- Столярська сокира — різновид теслярської сокири невеличкого розміру для столярних робіт.
- Тесло — сокира для оброблення дерева, з лезом, перпендикулярним сокирищу.
- Теслярська сокира — сокира з широким лезом та вигнутим сокирищем для теслярських робіт. Залежно від призначення, може мати різні розміри та форму.
- Томагавк — маленька сокира північноамериканських індіанців.
- Топір — різновид бойової сокири.
- Туристична сокира — маленька сокира, вагою не більш 1 кг, уживана туристами. Може бути складаною.
- Цалда — абхазька сокира-серп для розчищання від чагарнику ділянок землі.
- Цоцзифу — китайська бойова трисічна сокира: два леза повернені у різні боки, як у двосічної сокири та одне повернене догори, як у бойового заступа.

## Приказки, мовні звороти
- Вигострювати сокиру (нагострювати сокиру) — готуватися до збройного нападу, до війни.
- Гострити сокиру — замишляти що-небудь проти когось (пор. гострити зуби).
- За комаром з топором, за мухою з обухом — приділяти надмірну увагу дрібницям
- Знаходити сокиру під лавою (за лавою) — знаходити річ, яку ніхто не губив, і там, де вона звичайно лежить.
- З сокирою не лізь туди, де пилка не була
- Класти під сокиру — вирубувати.
- Піднімати сокиру (підносити сокиру) — починати воювати, виступати проти кого-небудь зі зброєю в руках або намірюватися вбити когось.
- Хоч сокиру вішай — про важке, задушливе повітря у приміщенні.
- Без сокири не тесляр, без голки не кравець
- Гостра була сокира, та на сук наскочила
- Нехай між нами сокирка пропаде! — вислів на знак незгоди
- Від сокири не збагатієш, а згорбатієш
- Сказав, як сокирою втяв (одрубав)

## Символіка сокири
Сокира з часів неоліту була важливим символом, фігурує майже у всіх релігіях стародавності. Є підстави казати про культ сокири в Єгипті, Асирії, Греції та в інших народів. Це — сонячна емблема богів Неба, символ влади, грому, дощу від небесних богів, і штормових вітрів, виправлення помилок, принесіння пожертви, надання допомоги. Також символізує повновладдя, зв'язуючись з богами Сонця. В Індії сокира — атрибут бога вогню Аґні, бог Вішну сокирою зрубує дуальне Дерево Знання Самсару.
Завдяки блиску і глухим ударам сокира слугує зброєю у богів грому та блискавки: рогатого бога грози Раммана (Ассирія), слов'янського Перуна, у богів племен Західної Африки.
Двосічна сокира — поширений знак на Криті, може символізувати верховного бога, а також Місяць, єдність протилежностей. Також така сокира — зброя верховного бога хеттів Тішуба,
У народів Океанії, північних народів і африканців знак влади вождя і повсюди є атрибутом вояка. У народів Океанії також символізував форму людини. У скандинавів сокиру носять божественні істоти, вожді і вояки. У шумерів та вавилонян сокира — емблема Таммуза. Також символізує силове розв'язання проблеми: у грецькому міфі Гефест, щоб звільнити Зевса від головного болю розколює йому голову сокирою, і з неї з'являється богиня Афіна.
У Китаї символізує правосуддя, суд, владу, покарання. Священна сокира значить смерть для непросвітленої людини.
У христіянській іконографії сокира, як знаряддя мучеництва, є атрибутом деяких страчених святих: євангеліста Матвія і Петра Мученика (зображається з сокирою, яка стирчить у нього у черепі). Відома євангелічна емблема схрещених сокири і смолоскипу, яка символізувала смерть на пласі чи багатті. Проте, смисл сокири в іконографії не завжди негативний. Так, сокира Йосипа Обручника вказує лише на його ремесло тесляра, а сокира у руках святого Бенедикта слугує нагадуванням на чудо, здійснене ним. Церковна легенда оповідає про бідного лісоруба, який втратив свою єдину сокиру: її лезо злетіло з сокирища та потонуло в озері. Святий взяв сокирище з рук бідняка та занурив у воду. Лезо чудесним чином повернулося на нього.
У шотландському масонстві важливу символіку має бойова сокира, покликана нещадно відсікати ненадійних членів товариства і знищувати ворогів.
У середньовічній Іспанії існував орден Сокири (ісп. Orden del Hacha), заснований у 1150 році графом Раймоном Барселонським на честь жінок Тортоси, які проявили мужність під час облоги міста маврами. Орденське одіяння складали довга сукня і капор з вишиваниною червоною сокирою — вона уособлювала доблесть і мужність.
За наших часів символіка сокири продовжує зв'язуватися з вогнем. Так, її зображення (разом з каскою, киркою, брандспойтом) присутні на емблемах служб пожежної охорони багатьох країн, на відзнаках за ліквідацію пожеж.

## Сокира у народних віруваннях
Сокира, поряд з іншими гострими предметами (ножем, серпом, косою) була оберегом і відгонним засобом проти нечистої сили та недуг. Східні слов'яни клали сокиру під ноги худобі під час першого вигону на пасовище, щоб вберігти її від пристріту та хижаків; на Російській Півночі пастух для цього обходив з сокирою стадо; болгари вбивали її у дерево — захиститися від вовків.
У Поліссі сокиру клали під поріг, щоб не пустити до хати вампіра; українці та західні слов'яни клали сокиру під постіль породіллі і під колиску новонародженому, щоб огородити їх від уроку та злих духів. Щоб захистити від злих сил новонародженого, у сербів було прийнято робити для нього оберіг у формі маленької сокири, який батьки робили, роздягшись догола і у повному мовчанні. У поховальних обрядах сокиру клали під ослін, де лежав померлий або на ослін після винесення тіла — для захисту живих від впливу смерті. У Поліссі з цією ж метою після винесення тіла сокиру кидали за поріг. Серби клали сокиру поруч обмолоченого збіжжя, яке залишилося поза клунею — захистити його від нічних демонів. У карпатському весільному обряді дружко, уводячи до хати новоодружених, вдаряв сокирою хрест-навхрест об верхній одвірок, щоб знешкодити можливі навроки, зарубування сокири в одвірок було звичаєм і на Святвечір («щоб не допустити в хату нечистого»). На Російській Півночі вважали, що водяник безсилий проти людини, якщо вона вголос згадає сокиру або інші гострі предмети. Сокиру застосовували, щоб зупинити град («розсікали» нею градову хмару).
Західні українці, лягаючи спати під Новий рік, біля постелі клали сокиру. Встаючи уранці, вони наступали на неї, щоб ноги були здоровими та міцними. У чехів подібний звичай був на Страсну П'ятницю. Для полегшення пологів сербські жінки пили воду, у якій була вимита сокира. Для скорішого загоїння рани на нозі під неї клали сокиру.
Сокира пов'язувалася з чоловічим началом. У східних слов'ян було прийнято пуповину новонародженому хлопчику відрізати на сокирі. У Білорусі, якщо подружжя бажали дівчинку, вони клали поруч узголів'я постелі серп, а якщо хлопчика — сокиру. У Поліссі сокиру втикали у землю перед початком оранки, щоб забезпечити добрий врожай.
Іноді лезо сокири зв'язувалося з гострими зубами гризунів та хижаків, тому у болгарів у перший день Великого Посту було заборонено доторкатися до леза сокири та інших гострих предметів, щоб гризуни не нападали на поля.
В Українських Карпатах і Східній Словаччині ритуальні сокирки-бартки служили знаком влади і магічної сили ватага — старшого пастуха.

## Сокира у геральдиці
Сокира (або топір) — одна із старих емблем, уживаних у середньовічної геральдиці. У родових гербах сокира здебільшого зображалася як зброя, зазвичай у лапах відповідних геральдичних звірів — лева або леопарда й означала загрозу противнику. Існував навіть польський шляхетський промовистий герб, який так і звався Топір (польськ. Topór). Також сокира часто зустрічається на сучасних міських і державних гербах.
На гербі села Топорів Львівської області присутнє зображення сокири (точніше, бойового топора).
Герб російського міста Ярославля — ведмідь з сокирою. Він також присутній на гербах інших російських міст: Малоярославця, Пошехонья, Петровська, Данилова, Мишкіна тощо. На гербах інших міст сокира сусідує з прапорами (Галич Костромський, Тобольськ).
Лев з сокирою — герб Норвегії. На гербі Кенії сокира у лапі півня символізує пильність і готовність до оборони, а на гербі Танзанії сокира представляє не зброю, а мирне знаряддя (разом з мотикою).

## Цікаві факти
- В українській мові слово «сокира» є загальною назвою інструмента та зброї, а словом «топір» називають переважно старовинну бойову сокиру[1]. У російській мові, навпаки, «топором» зоветься сокира взагалі, а «секирами» — виключно бойові сокири.
- У народних віруваннях сокира ототожнювалася з чоловічим началом і з сексуальною силою. Цікаво, що слов'янські слова «сокира» і «сікти» споріднені з латинським secare, від якого походить слово «секс». Адже лат. sexus («стать») буквально значить — «поділ», «розсічення» (пор. рос. пол — буквально «половина»)[3]. Сучасного значення це слово набуло тільки у XX столітті (від англ. sex < sexual intercourse (статеві зносини) < лат. sexualis < sexus).